# زاخارو
زاچارو (به لاتین: Zacharo) یک شهرک در یونان است که در Zaharo Municipality واقع شده‌است.

## نگارخانه

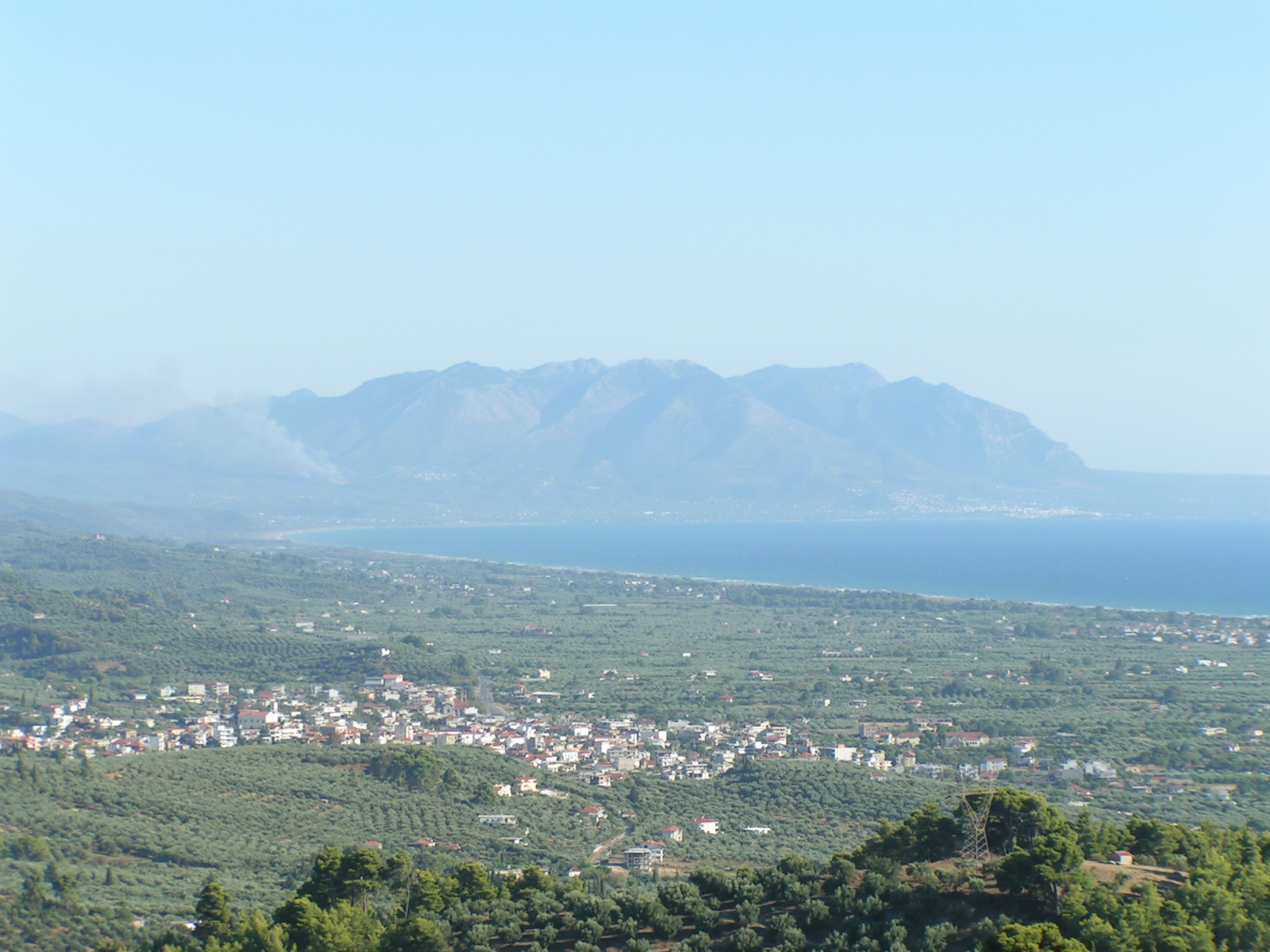
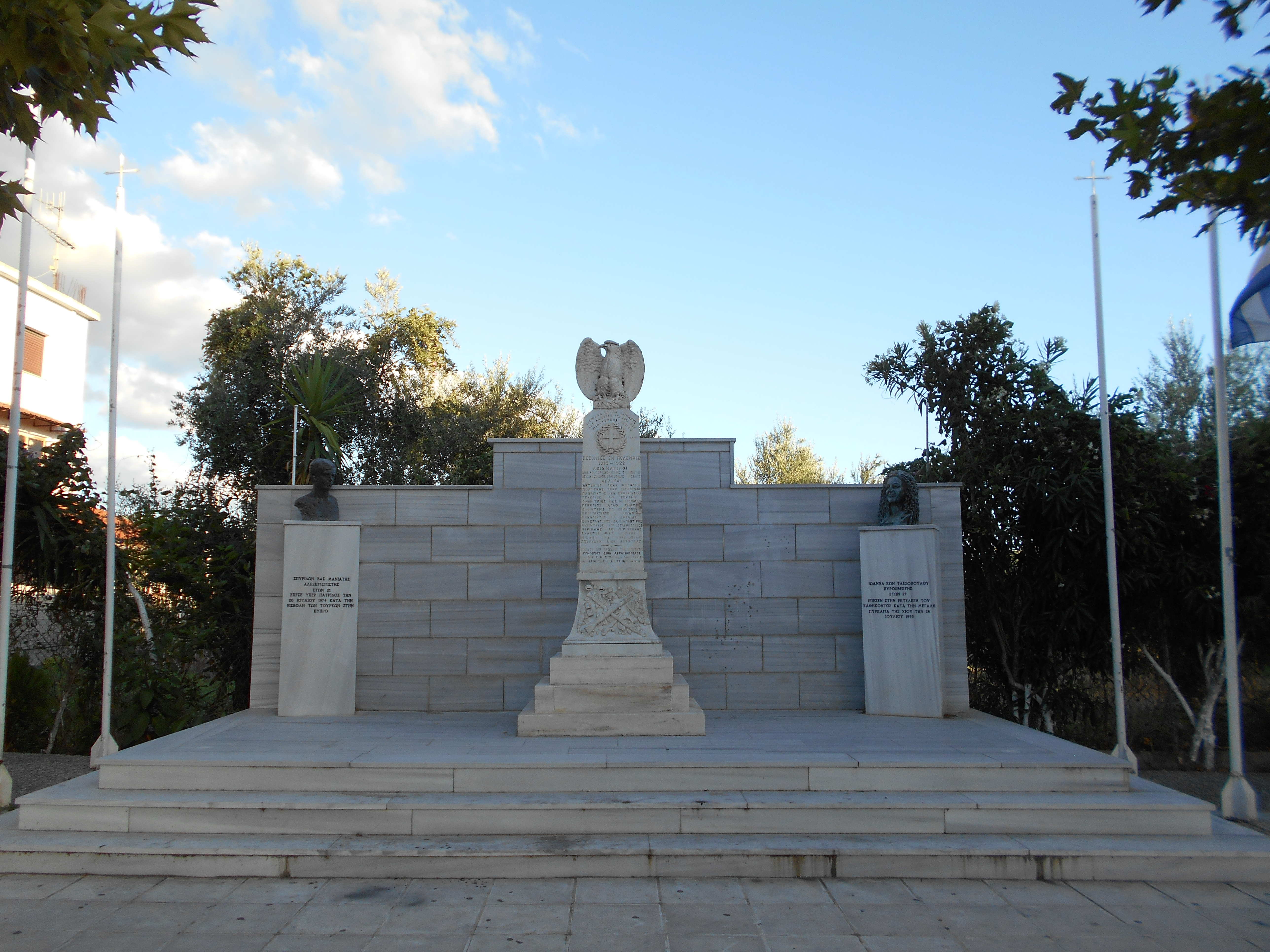
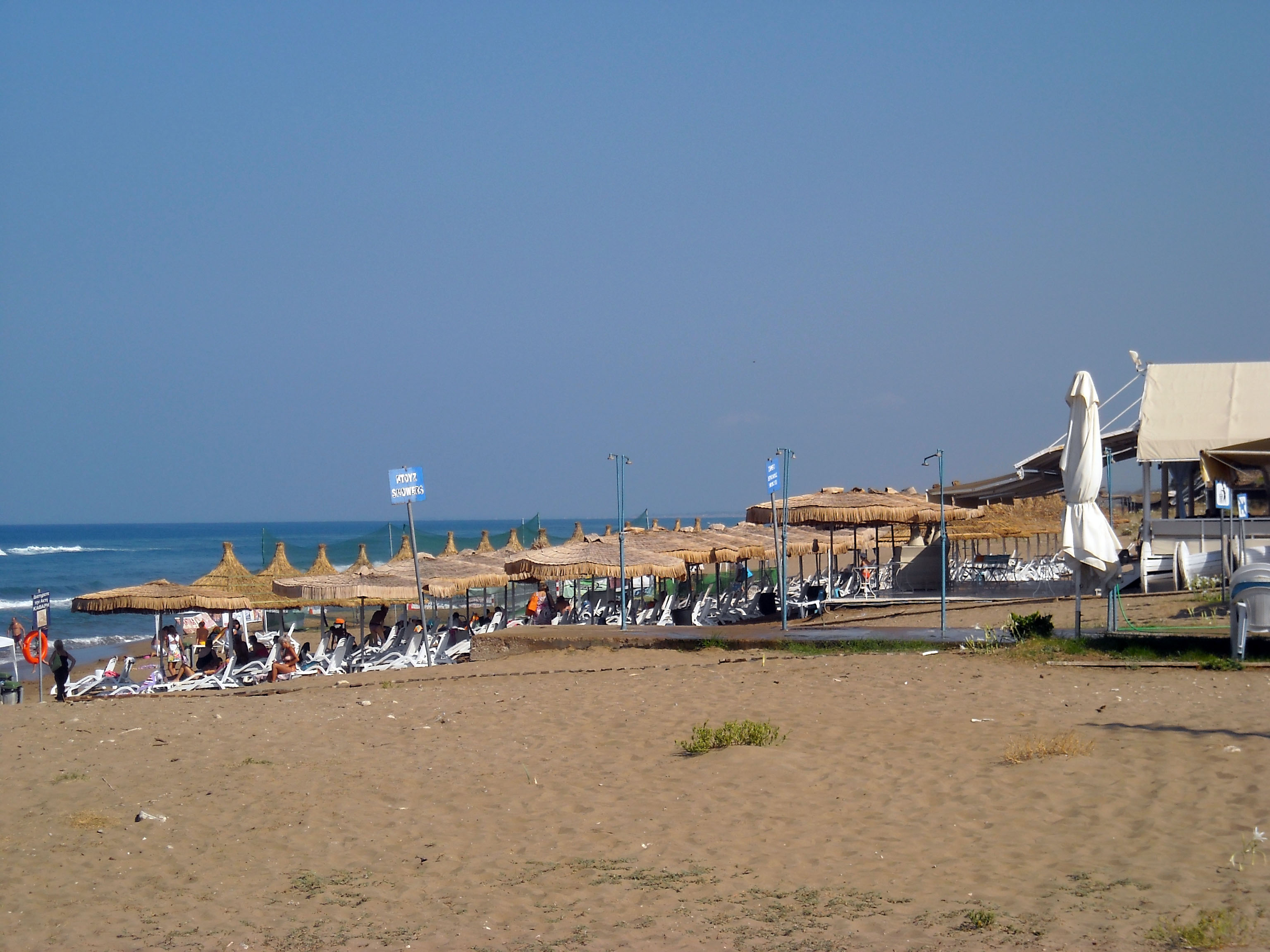
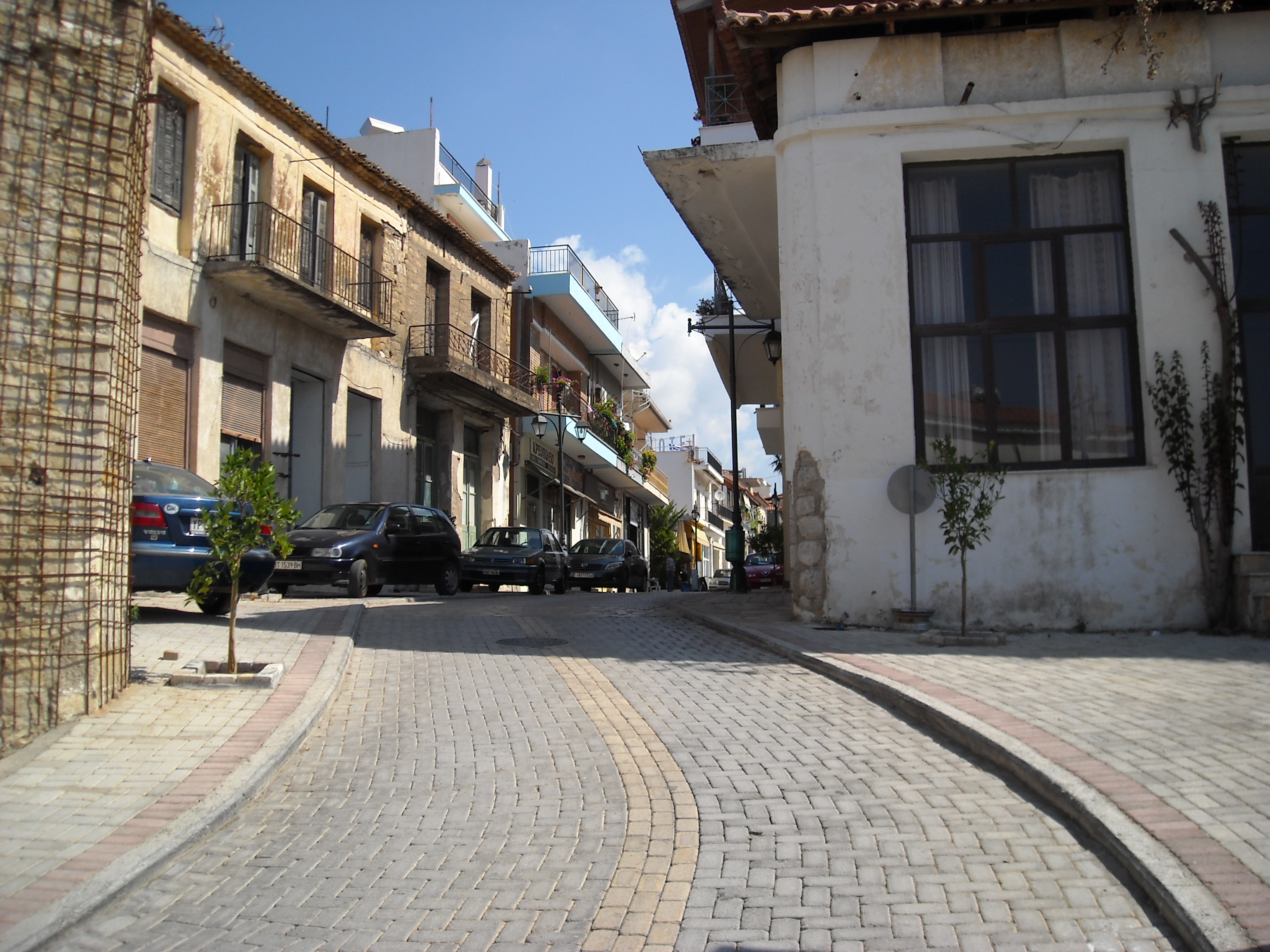
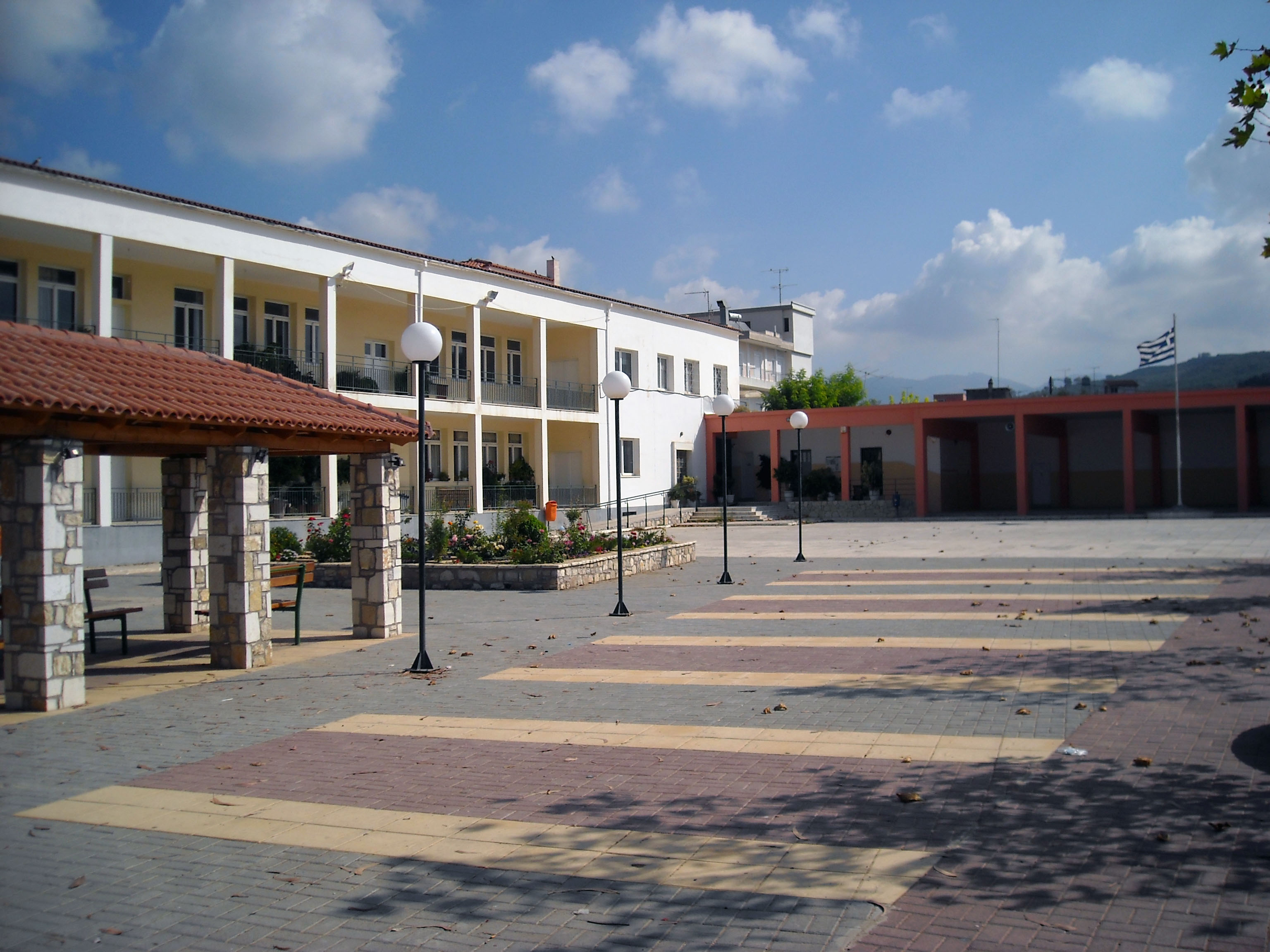
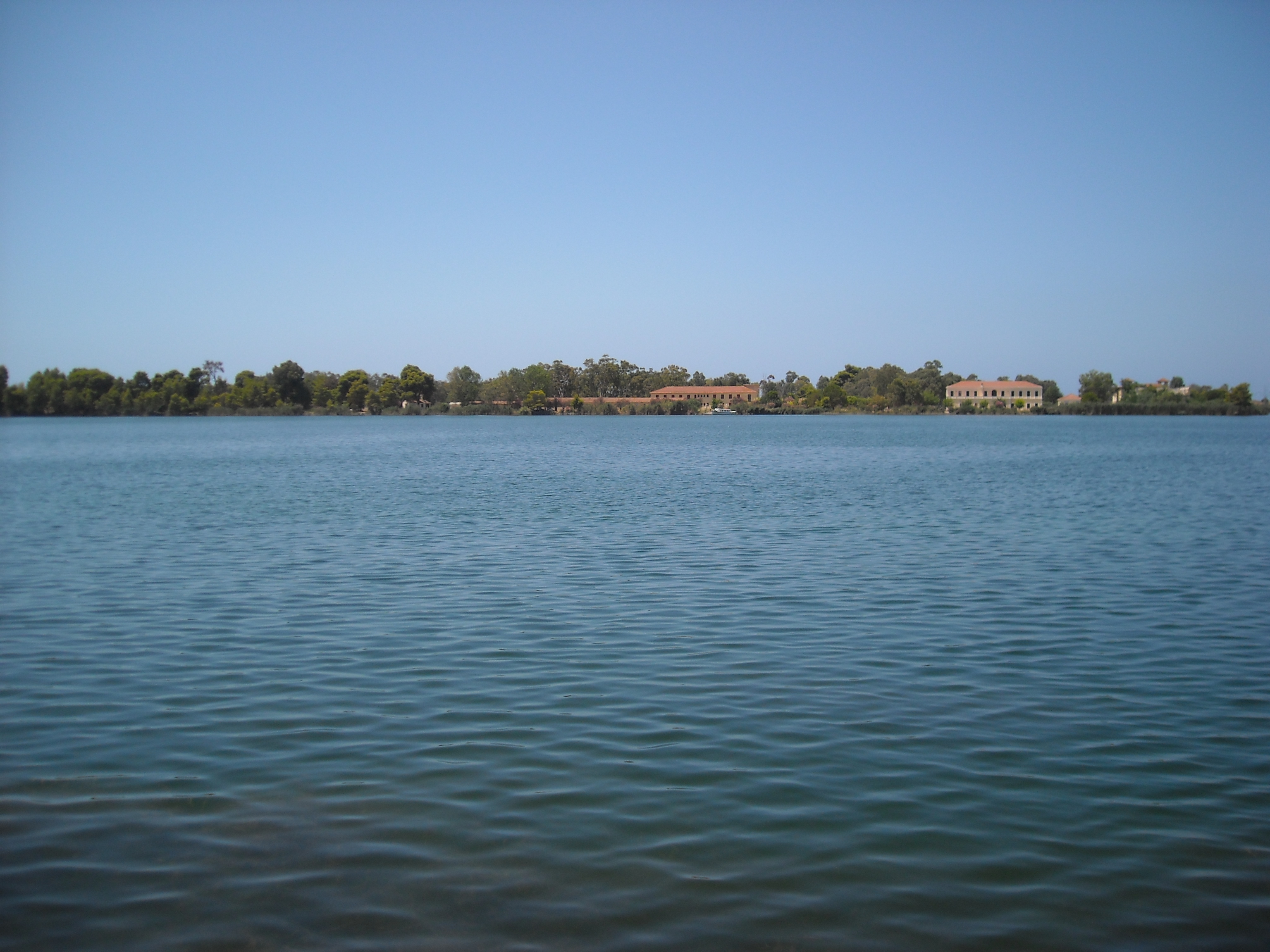
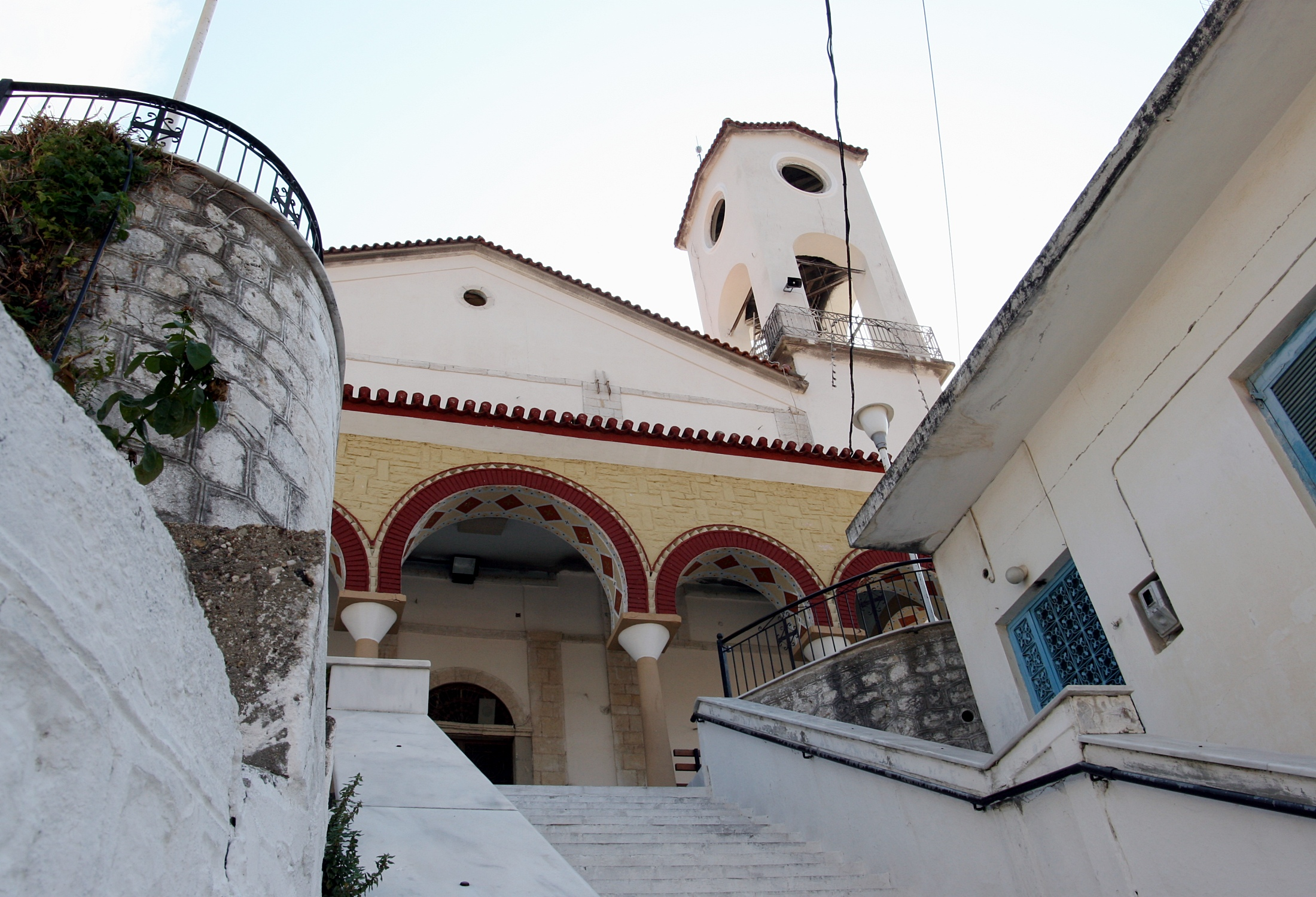
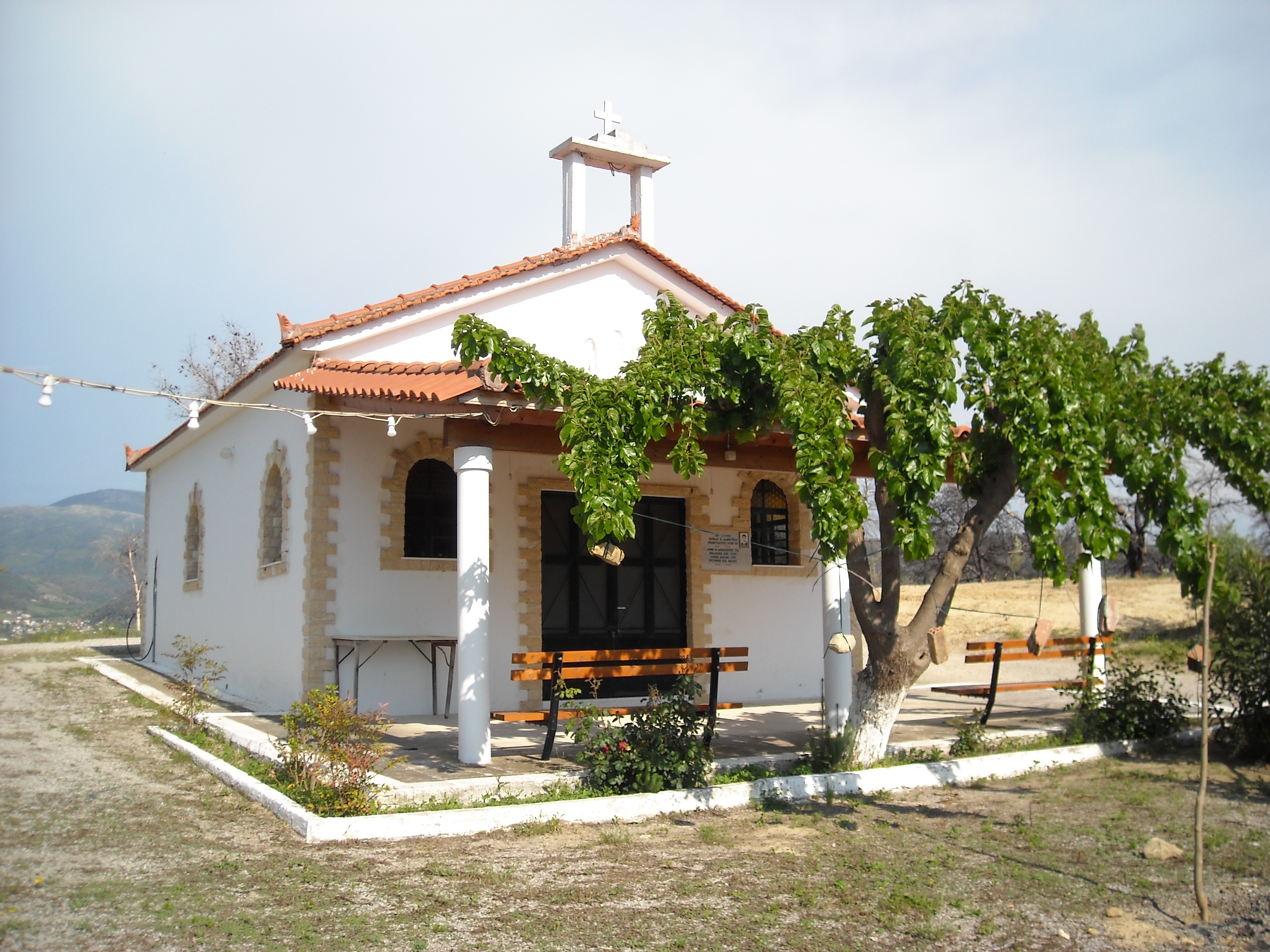